# Araneus akakensis
Araneus akakensis este o specie de păianjeni din genul Araneus, familia Araneidae. A fost descrisă pentru prima dată de Strand, 1906.
Este endemică în Etiopia. Conform Catalogue of Life specia Araneus akakensis nu are subspecii cunoscute.